# Neckera villae-ricae
Neckera villae-ricae är en bladmossart som beskrevs av Bescherelle 1877. Neckera villae-ricae ingår i släktet fjädermossor, och familjen Neckeraceae. Inga underarter finns listade i Catalogue of Life.